# Endiadi
L'endìadi (dal greco antico ἔν διὰ δυοῖν?, "uno per mezzo di due") è una figura retorica che consiste nell'utilizzo di due parole coordinate per esprimere un unico concetto.

## Analisi
Si tratta di esprimere attraverso due sostantivi un concetto che, di norma, viene espresso con un sostantivo accompagnato da un aggettivo o da un complemento di specificazione.
Ad esempio:
La vita, altro mai nulla»
(Giacomo Leopardi, A se stesso, vv. 9-10)
Un altro noto esempio, tratto dalla lingua parlata, è «Far fuoco e fiamme».
Dalla IV Catilinaria di Cicerone è l'esempio "ex bello et vastitate" che è equivalente a devastazione.
Un ulteriore esempio è dato dal primo verso della canzone "La ballata dell'amore cieco (o della vanità)" di Fabrizio De André: «Un uomo onesto, un uomo probo». "Onesto" e "probo" hanno significato affine e insistono sullo stesso concetto.
Su un meccanismo analogo si basa anche l'endiatri.